# Rhinotragus robustus
Rhinotragus robustus là một loài bọ cánh cứng trong họ Cerambycidae.